# Thalatha ekeikei
Thalatha ekeikei är en fjärilsart som beskrevs av George Thomas Bethune-Baker 1906. Thalatha ekeikei ingår i släktet Thalatha och familjen nattflyn. Inga underarter finns listade i Catalogue of Life.